# Ethylpropanoaat
Ethylpropanoaat of ethylpropionaat is de ethylester van propionzuur. Het is een kleurloze, heldere vloeistof met een sterk fruitige geur, die lijkt op die van bananen en ananas. Het komt voor in de natuur in appels.

## Synthese
Ethylpropanoaat kan bereid worden door de zuur-gekatalyseerde verestering van ethanol met propionzuur. Als zure katalysator wordt zwavelzuur of p-tolueensulfonzuur aangewend.

## Toepassingen
Ethylpropanoaat wordt gebruikt als geurstof en smaakstof in allerlei gebieden, waaronder parfums, dranken, voeding, snoep en kauwgom.

## Toxicologie en veiligheid
Ethylpropanoaat is licht ontvlambaar en in geconcentreerde vorm irriterend voor de ogen, de huid en de luchtwegen.